# Prvenstvo NSO Split 1988./89.
Prvenstvo Nogometnog saveza općine Split je bila liga šestog ranga natjecanja nogometnog prvenstva Jugoslavije u sezoni 1988./89. 
 
Sudjelovalo je 10 klubova, a prvak je bilo Bratstvo iz Donjih Vinjana. 

## Ljestvica
| mj. | klub                    | ut. | pob. | ner.  | por. | gol+ | gol- | bod |
| --- | ----------------------- | --- | ---- | ----- | ---- | ---- | ---- | --- |
| 1.  | Bratstvo Donji Vinjani  | 18  | 13   | 4 (4) | 1    | 61   | 21   | 30  |
| 2.  | Proleter Dugopolje      | 18  | 13   | 1 (1) | 4    | 44   | 13   | 27  |
| 3.  | Tekstilac Sinj          | 18  | 13   | 2 (0) | 3    | 40   | 21   | 26  |
| 4.  | OSK Otok                | 18  | 12   | 0     | 6    | 40   | 26   | 24  |
| 5.  | Rašeljka Gornji Vinjani | 18  | 7    | 3 (2) | 8    | 31   | 31   | 16  |
| 6.  | Domagoj Konjsko         | 18  | 5    | 4 (1) | 9    | 24   | 30   | 11  |
| 7.  | Biokovo Zagvozd         | 18  | 4    | 2 (2) | 12   | 23   | 54   | 10  |
| 8.  | Mladost Koprivno        | 18  | 4    | 2 (1) | 12   | 35   | 52   | 9   |
| 9.  | Titov mornar Podgora    | 18  | 3    | 4 (1) | 11   | 30   | 45   | 7   |
| 10. | Prugovo                 | 18  | 3    | 3 (1) | 12   | 15   | 47   | 7   |

U slučaju neodlučenog rezultata su se izvodili jedanaesterci, nakon kojih bi pobjednik dobio 1 bod, a poraženi ne bi osvojio bod.

## Rezultatska križaljka
| kratica | klub                    | BIO | BRA | DOM            | MLA | OSK             | PRO | PRU | RAŠ | TEK | TIM      |
| --- | ----------------------- | --- | --- | -------------- | --- | --------------- | --- | --- | --- | --- | -------- |
| BIO | Biokovo Zagvozd         |     |     |                |     |                 | 0:3 |     |     |     |          |
| BRA | Bratstvo Donji Vinjani  |     |     |                |     |                 | 1:0 |     |     |     |          |
| DOM | Domagoj Konjsko         |     |     |                |     |                 | 0:1 |     |     |     |          |
| MLA | Mladost Koprivno        |     |     |                |     |                 | 0:4 |     |     |     |          |
| OSK | OSK Otok                |     |     |                |     |                 | 1:0 |     |     |     |          |
| PRO | Proleter Dugopolje      | 3:0 | 1:2 | 0:0 (4:2 11 m) | 4:2 | 2:2 p, 3:0 p.f. |     | 1:0 | 3:0 | 1:0 | 3:0 p.f. |
| PRU | Prugovo                 |     |     |                |     |                 | 0:8 |     |     |     |          |
| RAŠ | Rašeljka Gornji Vinjani |     |     |                |     |                 | 1:4 |     |     |     |          |
| TEK | Tekstilac Sinj          |     |     |                |     |                 | 4:2 |     |     |     |          |
| TIM | Titov mornar Podgora    |     |     |                |     |                 | 2:3 |     |     |     |          |
| |                         |     |     |                |     |                 |     |     |     |     |          |
| podebljan rezultat - utakmice od 1. do 9. kola (1. utakmica između klubova) rezultat normalne debljine - utakmice od 10. do 18. kola (2. utakmica između klubova) rezultat nakošen - nije vidljiv redoslijed odigravanja međusobnih utakmica iz dostupnih izvora rezultat nakošen i smanjen * - iz dostupnih izvora nije uočljiv domaćin susreta prekrižen rezultat - poništena ili brisana utakmica p - utakmica prekinuta 3:0 p.f. / 0:3 p.f. - rezultat 3:0 bez borbe (_:_ 11 m) - rezultat u raspucavanju jedanaesteraca u slučaju neriješenog rezultata |                         |     |     |                |     |                 |     |     |     |     |          |

 Izvori: 

## Unutarnje poveznice
- Dalmatinska liga - Jug 1988./89.
- Dalmatinska liga - Sjever 1988./89.